# Otto Schuster
Otto Schuster (* 27. Juli 1925 in Hohenpeißenberg) ist ein deutscher Journalist und Herausgeber.

## Leben
Schuster wurde als Sohn eines Bergmanns geboren. Er besuchte zunächst die Oberschule Weilheim in Oberbayern und bewarb sich dann 1941 erfolgreich für die Reichsschule der NSDAP Feldafing (RSF). Seine Eltern waren gegen die Ambitionen Schusters. Nach dem „Sonderabitur“ in Feldafing meldete er sich 1944 als Kriegsfreiwilliger zur Luftwaffe der Wehrmacht und wurde in Frankreich und Holland eingesetzt. 1999 war er an einem Sammelband von Zeitzeugen zum Thema NS-Ausleseschulen beteiligt.
Nach dem Zweiten Weltkrieg (1945) begann er ein Studium der Volkswirtschaftslehre an der Ludwig-Maximilians-Universität München, was er allerdings nach Bekanntwerden seiner Schulausbildung abbrechen musste. Er besuchte stattdessen von 1946 bis 1947 eine Journalistenschule und volontierte 1948 bei einer Regionalzeitung. Von 1948 bis 1950 war er in der Redaktion des Freisinger Tagblatts in Freising und von 1950 bis 1957 der Isar-Post in Landshut tätig.
Im Jahr 1957 kam er als Redakteur zur Illustrierten Quick nach München. 1966 wechselte er in die Entwicklungsredaktion des Axel-Springer-Verlages, wo die Zeitschriften Eltern und Jasmin betreut wurden. 1968 übernahm er die stellvertretende Chefredaktion des monatlich erscheinenden Familienmagazins Eltern, ab 1970 war er deren Chefredakteur. 1985 wurde er Herausgeber der Zeitschriften beim Verlagshaus Gruner + Jahr in München. Seit 1990 ist er in Pension.
Schuster ist verheiratet und Vater eines Kindes.

## Veröffentlichungen
- Otto Schuster: „Meine Eltern waren strikt dagegen“. In: Johannes Leeb (Hrsg.): „Wir waren Hitlers Eliteschüler“. Ehemalige Zöglinge der NS-Ausleseschulen brechen ihr Schweigen. Wilhelm Heyne Verlag, München 1999, ISBN 3-453-16504-7, S. 101–110. (autobiografisches)